# IS-serie
De IS-serie (naar de initialen van Sovjetleider Jozef Stalin) is een serie zware tanks die in de Sovjet-Unie ontworpen en gebouwd werd tijdens de Tweede Wereldoorlog. Deze serie tanks wordt ook wel aangeduid als JS- of ИС-tank.
Deze zware tank werd ontworpen met dikke bepantsering om het Duitse 88mm-kanon van de Tiger en het 75 mm-kanon van de Panther te kunnen weerstaan. Ook kreeg het een hoog kaliber kanon dat sterk genoeg was om de Duitse Tiger en Panther op langere afstand te kunnen bevechten. De tank werd voornamelijk ontworpen als aanvalswapen ter ondersteuning van de infanterie, hiervoor beschikte de tank over hoog-explosieve munitie tegen verdedigingslijnen en bunkers. Nadeel van het hoge kaliber was dat de munitie slechts in beperkte hoeveelheden kon worden meegenomen en het herladen betrekkelijk lang duurde, omdat de elevatie van het kanon steeds moest zakken tijdens het herladen. De IS-2 werd vanaf april 1944 in het Rode Leger ingezet, met name voorafgaand en tijdens de Slag om Berlijn aan het einde van de oorlog speelde deze tank een belangrijke rol.

## Modellen
IS-85 (IS-1)1943 met een 85mm-kanon. Toen de productie van de IS-2 begon, werden deze omgebouwd met 122mm-kanonnen voordat ze afgeleverd werden.
IS-100Prototype met een 100mm-kanon. Deze werd in een ontwerpcompetitie tegen de IS-122 ingezet welke beschikte over een 122mm-kanon. Hoewel de IS-100 betere antitankprestaties had werd toch gekozen voor de 122 mm-versie omdat deze over het geheel gezien betere prestaties leverde.
IS-122 (IS-2 model 1943)1943 productie model, bewapend met een A-19 122mm-kanon.
IS-2 model 1944 (soms ook "IS-2m" genoemd)1944, verbeterde versie met een D25-T 122 mm-kanon, met een sneller laadmechanisme, betere vuurleiding en vereenvoudigde buitenkant.
IS-2SH
De IS-2SH was een geheim project voor een IS-2 waarbij de koepel achter op de tank zou staan, integendeel tot de andere tanks uit de IS serie. Ook zou er een verbeterd pantser zijn. Er is nooit een prototype gebouwd.
IS-2Mmodernisering van de IS-2 tanks in de jaren 50
IS-31944, met herontworpen pantser, nieuwe ronde geschutskoepel, hoekige gegoten voorkant en opslagruimte boven de rupsen. Inwendig hetzelfde als de IS-2 model 1944 en gelijktijdig gebouwd. Ongeveer 350 stuks geproduceerd tijdens de Tweede wereldoorlog, maar over daadwerkelijke inzet is weinig bekend. Hij werd pas ingezet in Hongarije in 1956 en latere conflicten in het Midden-Oosten.
IS-3A
Modernisering van de IS-3 in 1958, waarbij er een beter pantser werd geplaatst op de koepel en het chassis. En er moest een automatisch  herlaadsysteem zijn. De crew moest ook maar uit 3 personen bestaan. Er is nooit een prototype gebouwd.

IS-41944, Grotere lengte en dikker pantser. Ongeveer 250 stuks zijn gebouwd na de oorlog.

IS-5
De IS-5 werd ontwikkeld in 1949. In 1950 werden 10 stuks gebouwd. Alleen in 1953 moesten ze plaatsmaken voor de T-10, ook wel IS-8 of IS-10 genoemd.
IS-6
Ontwikkeling begon in 1943, maar toen het prototype gebouwd was bleek dat die niet beter was dan andere zware tanks. Hij werd niet in gebruik genomen omdat de IS-4 beter bleek.
IS-7
1946 prototype, slechts 3 gebouwd. Compleet nieuw ontwerp, gewicht 68 ton, met een 130 mm-marinekanon met autolader en stabilisator, infrarood nachtkijker, 8 machinegeweren, pantser van 220 tot 300 mm dikte en een snelheid van 60 km/h met 5 bemanningsleden.
IS-101952 verbetering met een langere wielbasis, zeven sets wielen in plaats van 6, een grotere geschutskoepel met een groter kanon met rookgasafzuiging, betere dieselmotor en sterker pantser. Later T-10 genoemd.